# Kungliga orden av Kapi‘olani
Kungliga orden av Kapi'olani (hawaiiska: Kapiʻolani e Hoʻokanaka) är en hawaiisk orden som grundades av kungen Kalākaua år 1880. Namnet Kapi'olani syftar inte till Kalākauas fru utan Kapi‘olani den Stora som levde tidigare.
Utmärkelsen delas i åtta klasser varav en del har begränsat antal medlemmar:
- Storkors (max. 12 personer)
- Högvördig storofficerare (max 15 personer)
- Storofficerare (max. 20 personer)
- Kommendör (max. 30 personer)
- Officerare (max. 50 personer)
- Riddare (max. 60 personer)
- Silvermedalj
- Bronsmedalj